# Kesselbach (Salzbach)
Der Kesselbach (um 1800 auch Dendelbach) ist ein Oberlauf des Salzbachs in Wiesbaden.

## Verlauf
Der Kesselbach entspringt westlich der Platte im Taunus am Südrand von Taunusstein, nördlich der nach dem Stadtteil Wehen benannten Wehener Wand. Er fließt zuerst Richtung Südwesten, ändert aber südöstlich der Eisernen Hand und kurz nach dem Eintritt in das Gebiet der hessischen Landeshauptstadt Wiesbaden seine Flussrichtung nach Südosten und fließt östlich am Bleidenstadter Kopf (388,5 m) vorbei. Der Bachlauf befindet sich hier im Naturpark Rhein-Taunus, dem FFH-Gebiet Buchenwälder nördlich von Wiesbaden und dem Landschaftsschutzgebiet Stadt Wiesbaden. Entlang des Bachlaufs befinden sich die Teiche der dortigen Fischzucht, deren Hauptgebäude als Kulturdenkmal ausgewiesen ist.
Der Bach fließt hinab ins Adamstal, wo sich unmittelbar am Wasser das denkmalgeschützte Restaurant „Villa im Tal“ (früher: „Waldhäuschen“) befindet. Seitlich des Bachlaufs liegt hier die Carl-von-Ibell-Quelle. Rund 400 südlich lag früher der Adamsborn, dessen Quellfassung überrankt seitlich des Talweges liegt. Im Adamstal fließt der Bach entlang der Weiden des dortigen Reiterhofs und unterhalb der in den 1960er-Jahren abgerissenen Villa Waldfriede. Zu Beginn der Kleingartenanlagen „Am Kesselbach“ wurde der Bachlauf kanalisiert, um den mittlerweile zugeschütteten Mühlgraben der Walkmühle zu speisen. Am ehemaligen Wehr wird der Bach zurück in sein natürliches Bett geleitet. Die Walkmühle ist eine denkmalgeschützte Anlage mit Ateliers und Ausstellungsräumen des Künstlervereins Walkmühle, die das Wasser des Kesselbachs als Energiequelle für Seiler, Schlosser und Waffenschmiede nutzte.
Anschließend durchfließt der Bach die Albrecht-Dürer-Anlage (auch: Walkmühltalanlage, früher Adamstalanlage) an der Kreuzkirche. Dort unterquert der Bach eine als Kulturdenkmal geschützte Brücke, wird zu einem kleinen See aufgestaut und danach verrohrt. In einem gusseisernen Rohr wird das Wasser entlang der nach Albrecht Dürer benannten Straße zum Dürerplatz geführt. Auf einem Stadtplan von 1910 ist dieser Abschnitt noch oberirdisch geführt, eine erneute Freilegung ist geplant. Der anschließende Verlauf ist unterhalb der nach der ehemaligen Siedlung Seeroben benannten Straße zum Sedanplatz und von dort entlang des Bismarckrings. In diesem Abschnitt befanden sich um 1800 eine Lohmühle, die Steinersmühle und die Erkelsmühle. Damals floss das Wasser oberirdisch durch die Innenstadt Wiesbadens, nahe dem Marktplatz (heutiger Schlossplatz) mit dem Schwarzbach zusammen und bildete mit Rambach und Wellritzbach den Salzbach.
Mit dem Wachstum Wiesbadens um das Jahr 1900 wurde der Kesselbach verrohrt. Anfangs wurde das Wasser teilweise einem Sammelbehälter zur Kanalspülung zugeführt. Heute wird der Kesselbach an der Kreuzung mit Bleich- und Blücherstraße unterirdisch mit dem Wellritzbach zusammengeführt. Bis 2015 wurde das Wasser der Bäche über die Mischwasserkanalisation ins Hauptklärwerk der Wiesbadener Entsorgungsbetriebe geleitet, was zu erheblichen Kosten führte. Seit 2015 wird der Kesselbach, seit 2017 auch der Wellritzbach unabhängig von der Kanalisation Richtung Rhein geleitet. Das ermöglichte, am Platz der Deutschen Einheit ein kurzes Stück Bachlauf an die Oberfläche zu bringen. Geplant sind weitere oberirdische Abschnitte auf Bülowplätzchen, dem Sedanplatz und in der Bleichstraße. Im Rahmen dieser Baumaßnahmen wurden die gusseisernen Rohre mit einem Schlauch aus einem harzhaltigen Material ausgekleidet. Anschließend wird das Wasser der Bäche über eine ehemalige Spülleitung auf Höhe der Luisenstraße in den denkmalgeschützten Salzbachkanal geleitet, wie es auch beim Bau des Kanals der Fall war. Dort bilden die Bäche zusammen mit Rambach und Schwarzbach den Salzbach, der über den Rhein in die Nordsee entwässert.
Von der Quelle bis zur Mündung in den Salzbachkanal ist der Bach etwa 9 Kilometer lang. Davon sind etwa 2,7 km verrohrt, wofür das Wasser etwa 20 Minuten benötigt.

## Bildergalerie

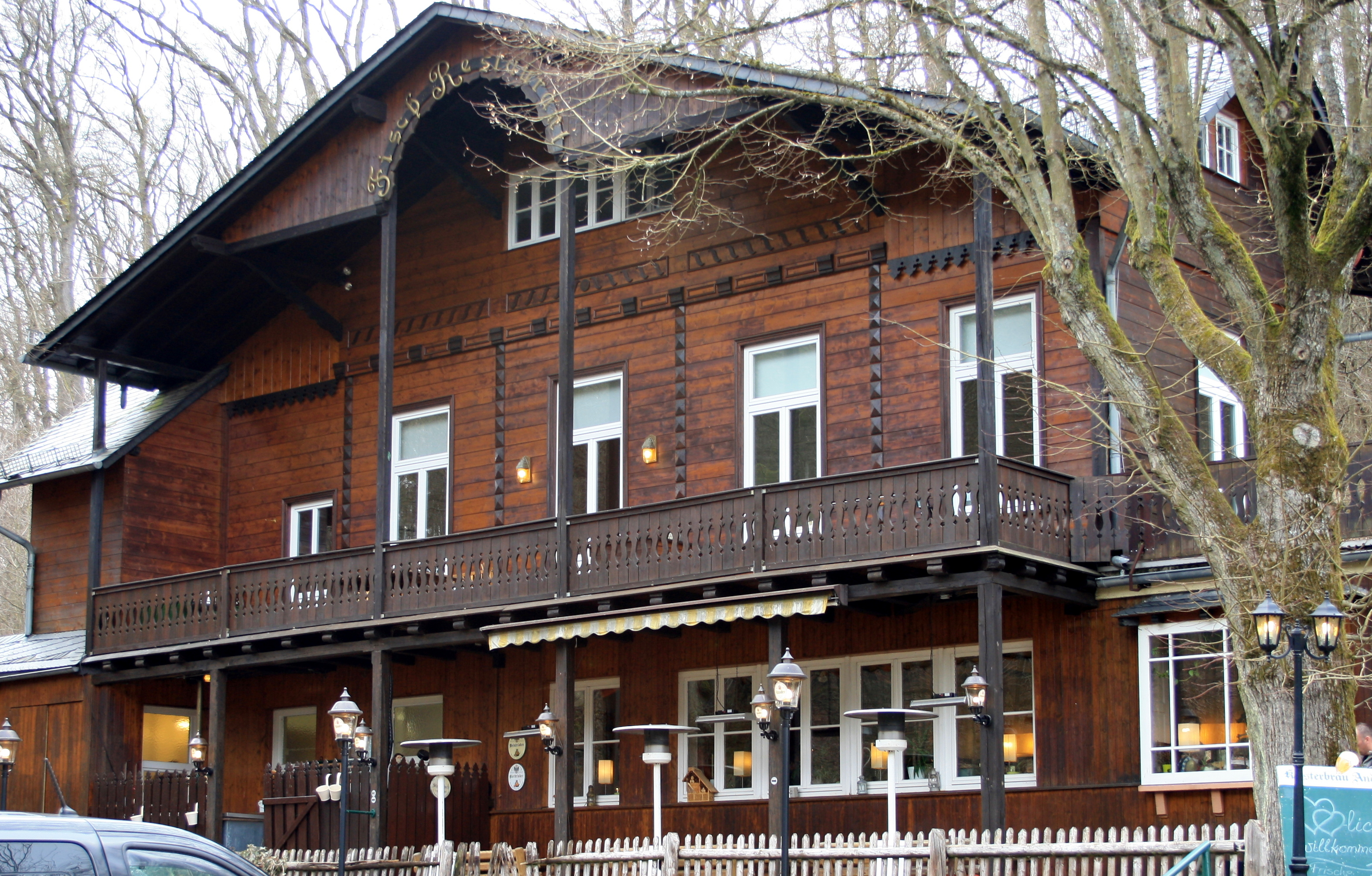
Fischzucht am Oberlauf
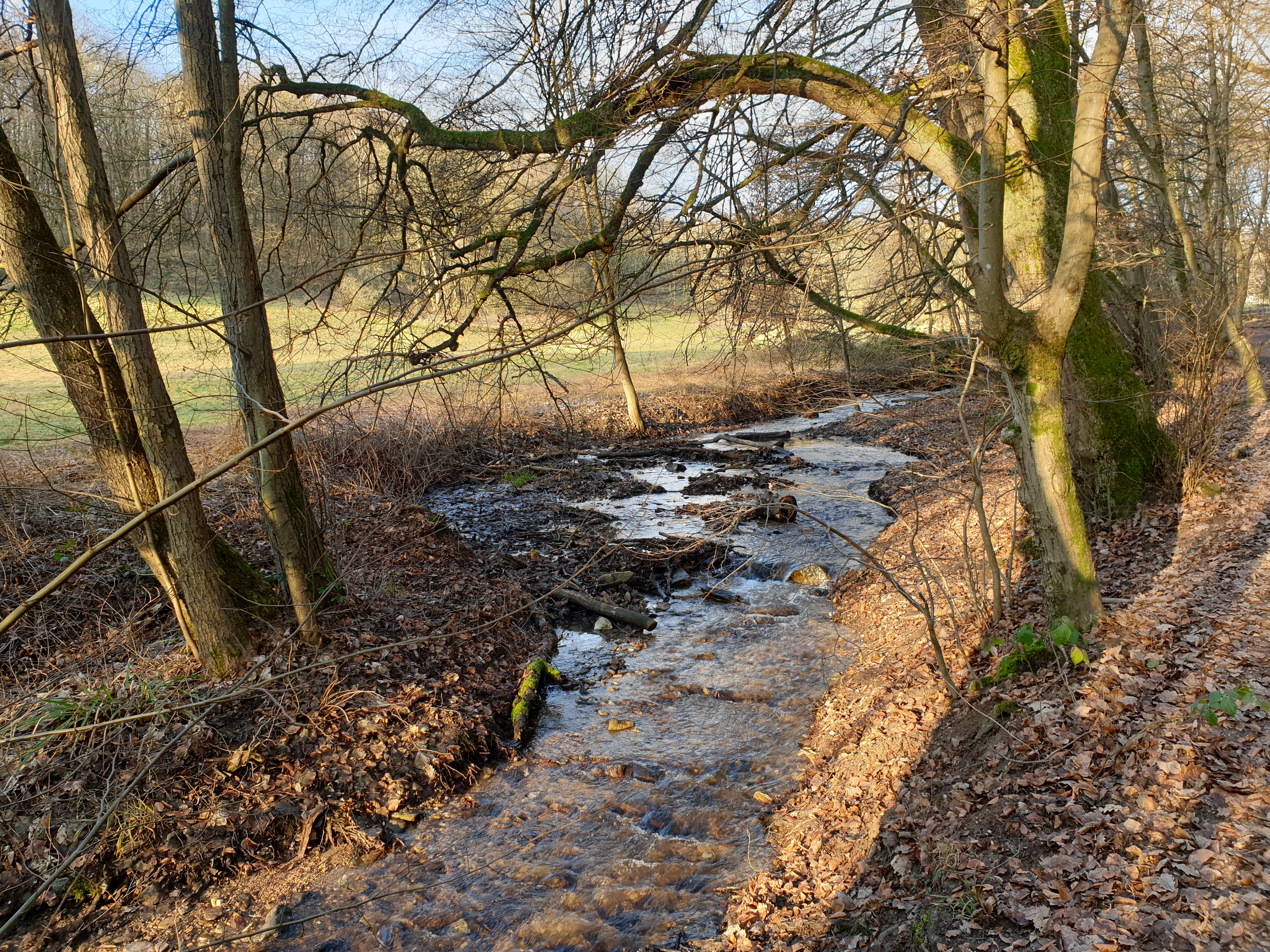
Bachlauf im Adamstal
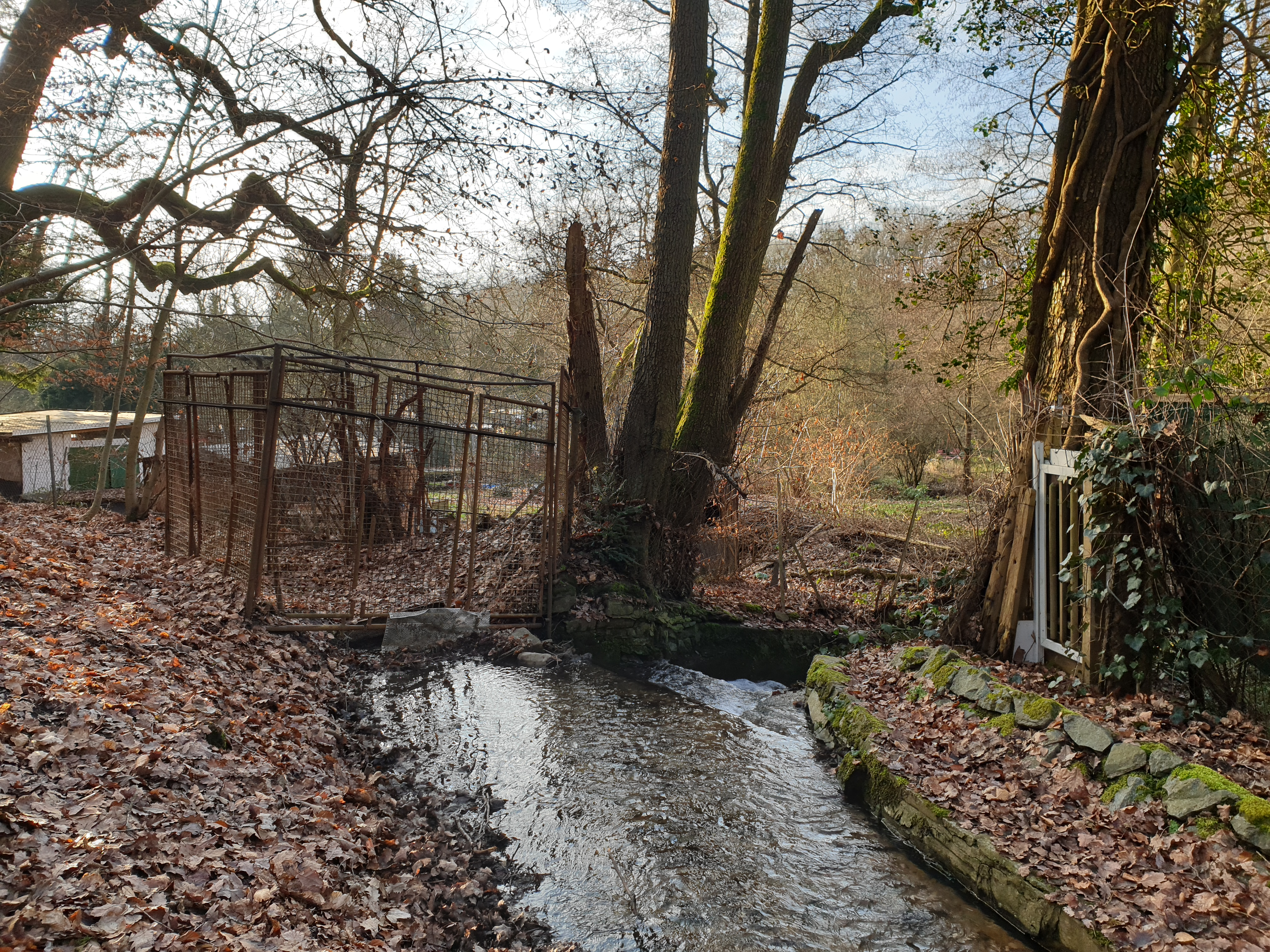
Nach links zweigte hier der Mühlkanal der Walkmühle ab
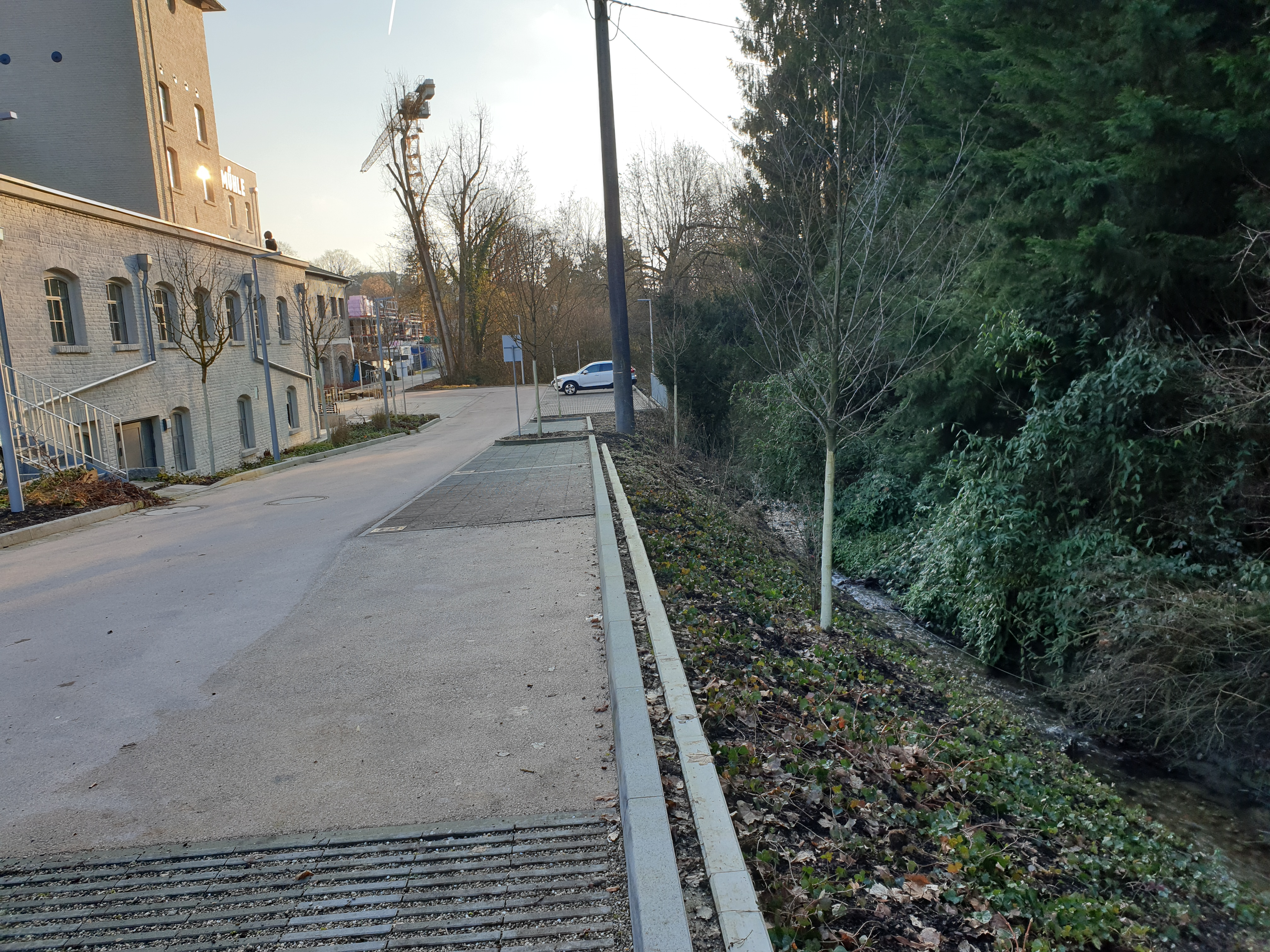
Verlauf an der Walkmühle
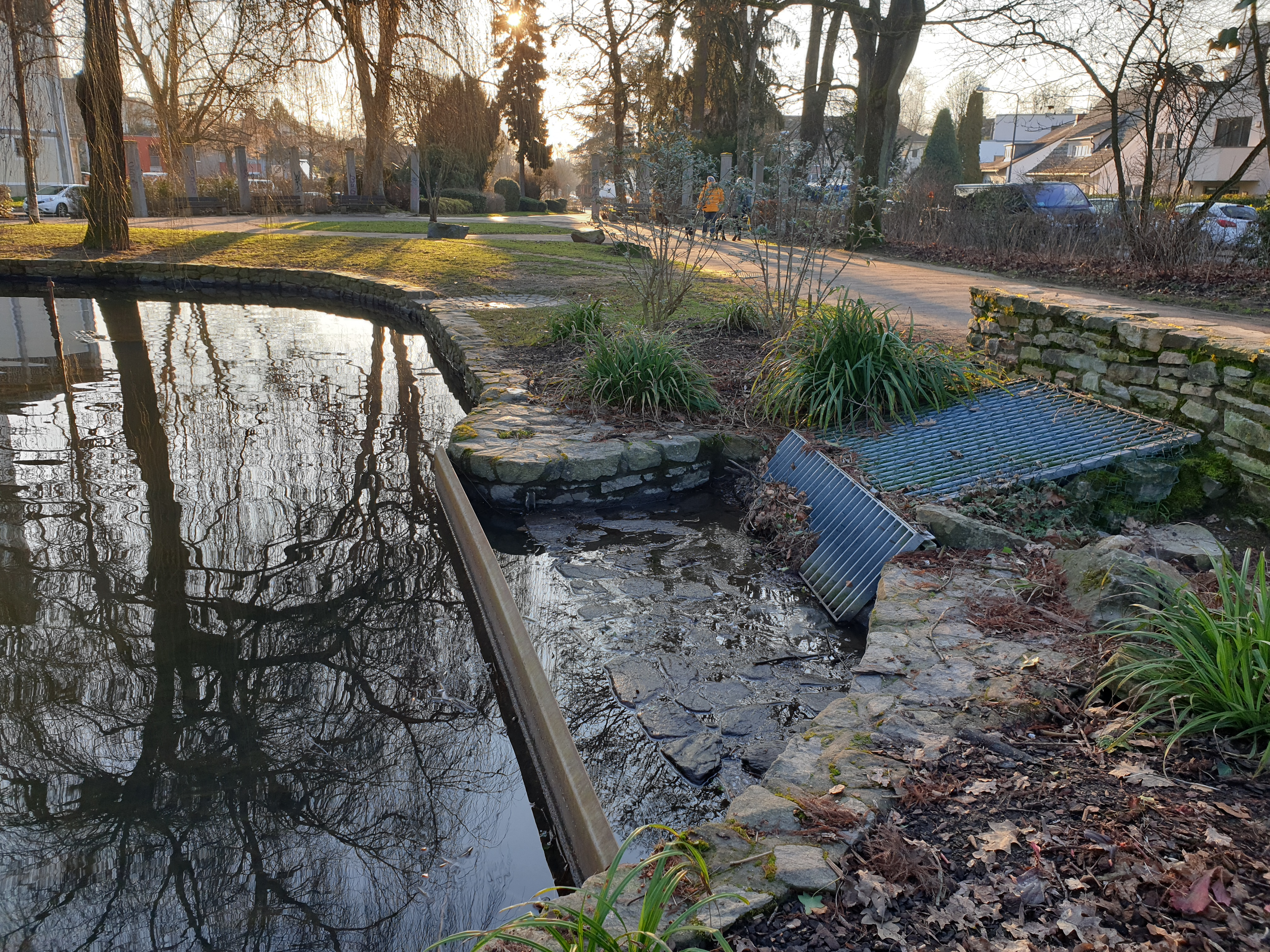
Beginn der Verrohrung in der Albrecht-Dürer-Anlage